# Pardosa zuojiani
Pardosa zuojiani là một loài nhện trong họ Lycosidae.
Loài này thuộc chi Pardosa. Pardosa zuojiani được Da-xiang Song & Joachim Haupt miêu tả năm 1995.